# Jānis Ķipurs
Jānis Ķipurs, né le 3 janvier 1958 à Kurmene  (RSS de Lettonie), est un bobeur soviétique.

## Carrière
Jānis Ķipurs participe aux Jeux olympiques de 1988 à Calgary au Canada. Il est sacré champion olympique en bob à deux avec Vladimir Kozlov et remporte la médaille de bronze en bob à quatre avec Vladimir Kozlov, Guntis Osis et Juris Tone. Il est également vainqueur de la Coupe du monde 1988 et prend la médaille de bronze aux Championnats du monde 1989 à Cortina d'Ampezzo en Italie en bob à deux. Entre 1990 et 1992, il participe aux compétitions avec la Lettonie. Il devient entraîneur après sa carrière.

## Palmarès

### Jeux Olympiques
- : médaillé d'or en bob à deux aux Jeux olympiques d'hiver de 1988 à Calgary  Canada.
- : médaillé de bronze en bob à quatre aux Jeux olympiques d'hiver de 1988 à Calgary  Canada.

### Championnats monde
- : médaillé de bronze en bob à 2 aux championnats monde de 1989.

### Coupe du monde
- 1 globe de cristal non officiel : 
  - Vainqueur du classement bob à 2 en 1988.